# 1913 год в России
- Празднование 300-летия дома Романовых.

## Январь
- 2 января — в Российской империи принят закон о прекращении временнообязанных отношений крестьян и поселян в Тифлисской, Кутаисской, Эриванской, Елизаветпольской и Бакинской губерниях

## Февраль
- 17 февраля (2 марта) 1913 года впервые отмечен Международный женский день[1].

## Май
- 6 мая — скончалась русская поэтесса, прозаик и художница Елена Гуро
- 10 мая — совершил первый полёт первый в мире четырёхмоторный самолёт Русский витязь.
- 29 мая — в Париже, в театре Елисейских полей, впервые поставлен балет «Весна священная».

## Июль

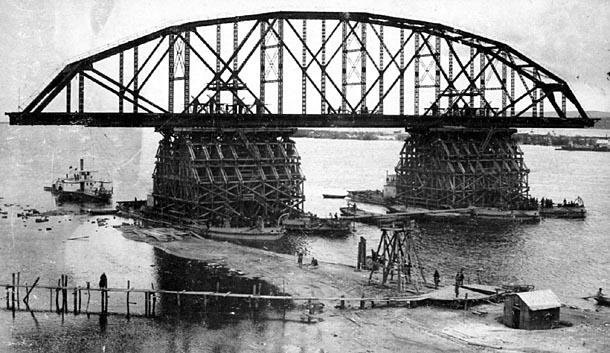
Хабаровский мост

- 30 июля (12 августа) 1913 года состоялась торжественная закладка Хабаровского моста. На закладке присутствовал приамурский генерал-губернатор Н. Л. Гондатти.
- 29 июля — Конференция послов Австро-Венгрии, Великобритании, Германии, Италии, России и Франции подтвердила положения Лондонского мирного договора от 30 мая и признала независимость Албании

## Сентябрь
- 9 сентября — Пётр Николевич Нестеров впервые в мире выполнил мёртвую петлю

## Октябрь
- 9 октября — открыто трамвайное движение в Царицыне.
- 23 октября (5 ноября) 1913 года — Китайско-русский договор. В соответствии с совместной декларацией России и Китая Внешняя Монголия получает автономию под юрисдикцией Китая.

## Ноябрь
- 10 ноября — в Киеве оправдан Бейлис.
- 27 ноября — Обнаружение убитого еврейского мальчика Йосселя Пашкова. Начало т.н. Фастовского дела

## Декабрь
- 23 декабря — совершил первый полёт самолёт Илья Муромец[2].